# Giuseppe Sala
Giuseppe Sala (ur. 28 maja 1958 w Mediolanie) – włoski menedżer i polityk, komisarz Expo 2015, od 2016 burmistrz Mediolanu oraz obszaru metropolitalnego.

## Życiorys
W 1983 ukończył studia z zakresu zarządzania przedsiębiorstwem na Uniwersytecie Bocconi. Pracę zawodową podjął w koncernie Pirelli, od 1994 obejmował stanowiska menedżerskie i dyrektorskie w tym przedsiębiorstwie. W 2002 został dyrektorem finansowym w Telecom Italia Mobile, w latach 2003–2006 był dyrektorem generalnym kompanii Telecom Italia. W 2007 objął stanowisko doradcy w banku Nomura, został też wówczas wykładowcą na macierzystej uczelni. Od 2009 był dyrektorem generalnym w administracji miejskiej Mediolanu.
W 2010 został dyrektorem generalnym spółki Expo 2015 S.p.A., odpowiedzialnej za organizację wystawy światowej Expo 2015 w Mediolanie. W 2012 powierzono mu funkcję prezesa spółki użyteczności publicznej A2A, w 2013 mianowany przez premiera komisarzem Expo 2015. W 2015 wszedł w skład rady dyrektorów banku Cassa Depositi e Prestiti.
W lutym 2016 został kandydatem Partii Demokratycznej na urząd burmistrza Mediolanu, pokonując w wewnątrzpartyjnych prawyborach m.in. Francescę Balzani. W czerwcu 2016 zwyciężył w drugiej turze wyborów samorządowych na to stanowisko, otrzymując blisko 52% głosów. W październiku 2021 z powodzeniem ubiegał się o reelekcję na drugą kadencję.